# پارسا محمدی
پارسا محمدی (زادهٔ ۲۶ اسفند ۱۳۸۴ در زنجان) کاراته‌کای مرد ایرانی است. محمدی در مسابقات قهرمانی آسیا ۲۰۲۱ آلماتی به مدال نقره رسید.
وی کاراته را از سال ۱۳۹۳ زیر نظر ایرج زرین در باشگاه باران آغاز کرد. او در بخش کومیته دارای مدال قهرمانی مسابقات آسیایی است. 

## افتخارات
- مدال  نقره مسابقات کاراته قهرمانی آسیا ۲۰۲۱ - قزاقستان[۳][۴][۵][۶]

1. ↑  «کاراته کای زنجانی مدال نقره آسیا را به گردن آویخت». باشگاه خبرنگاران جوان.
2. ↑  «کاراته‌کای نوجوان زنجانی، مدل نقره آسیا را کسب کرد». دانا.
3. ↑  «۱۰ مدال رنگارنگ کاراته‌کاهای ایران در روز نخست مسابقات آسیایی». خبرگزاری جمهوری اسلامی.
4. ↑  «مسابقات قهرمانی آسیا ۲۰۲۱ – قزاقستان؛کاروان ایران در خاک کشور میزبان با اقتدار قهرمان شد». کمیته ملی المپیک جمهوری اسلامی ایران.
5. ↑  «کاراته قهرمانی آسیا/ ۱۰ مدال رنگارنگ حاصل کار نمایندگان ایران در پایان روز نخست». فوتبالی.
6. ↑  «کاراته قهرمانی آسیا| ۱۰ مدال رنگارنگ حاصل کار نمایندگان ایران در پایان روز نخست». پارس فوتبال.